# Vulcanologia
A vulcanologia é uma disciplina da Geologia que se dedica a estudar todos os aspectos dos fenómenos vulcânicos. A Vulcanologia lida com a formação, distribuição e classificação de vulcões, bem como com sua estrutura e os tipos de materiais ejetados durante uma erupção (como fluxos piroclásticos, lava, poeira, cinzas e gases vulcânicos). Também envolve pesquisas sobre as relações entre erupções vulcânicas e outros processos geológicos em grande escala, como placas tectônicas, construção de montanhas e terremotos. Um dos principais objetivos desta pesquisa é determinar a natureza e as causas das erupções vulcânicas com o objetivo de prever sua ocorrência, outra preocupação prática da vulcanologia é assegurar dados que possam ajudar a localizar depósitos comercialmente valiosos de minérios, particularmente certos minerais de sulfeto.
Um dos principais objetivos da vulcanologia é a previsão precisa e quantitativa dos perigos vulcânicos. Para este fim, os processos vulcânicos têm sido sujeitos a um intenso escrutínio, tanto no campo como no laboratório.

## Vulcanologia moderna

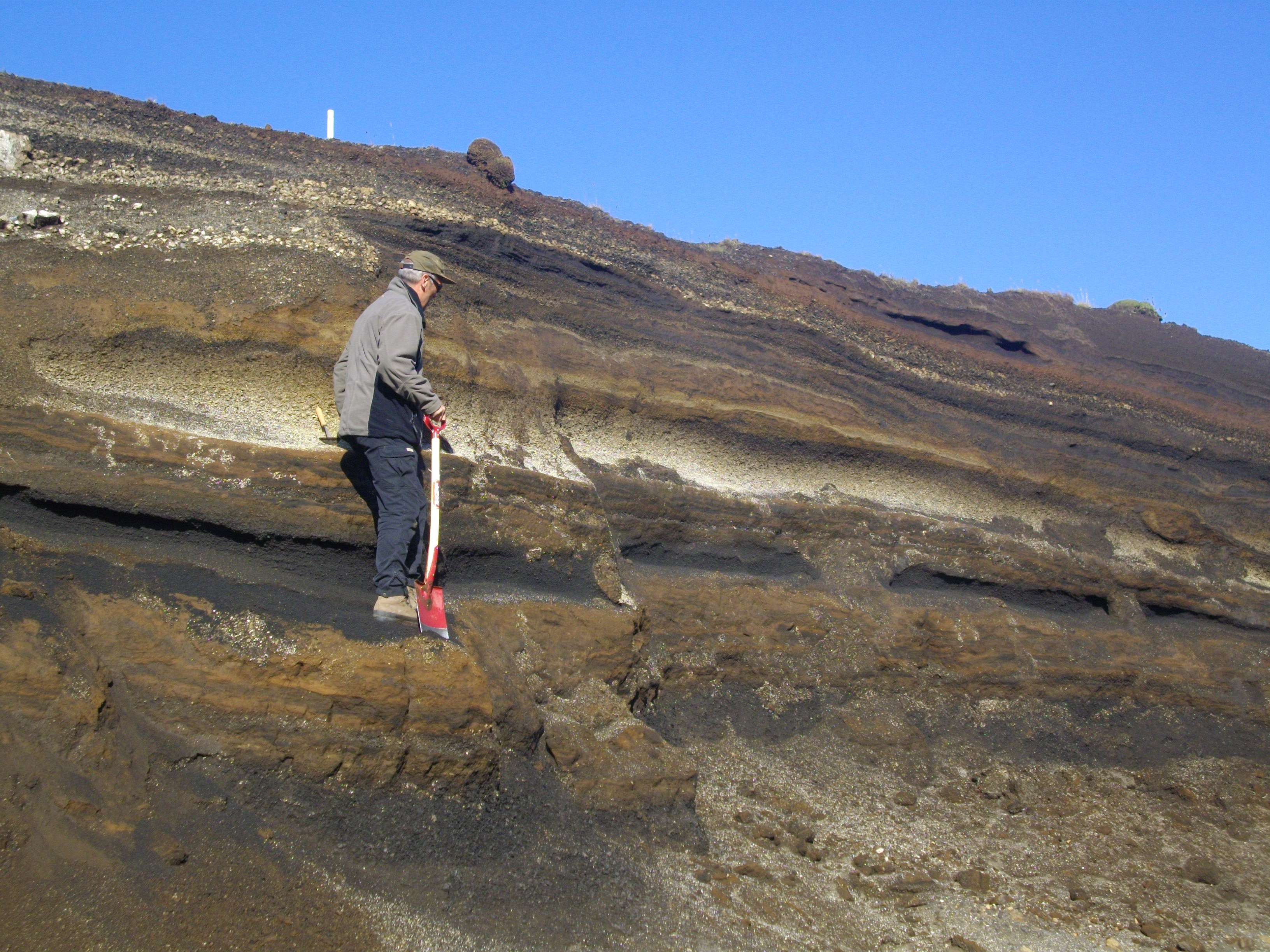
Volcanologista examinando piroclasto no centro-sul Islândia.

Em 1841, o primeiro observatório vulcanológico, o Observatório do Vesúvio foi fundado no Reino das Duas Sicílias.
Os avanços na vulcanologia exigiram mais do que apenas observação estruturada, e a ciência depende da compreensão e integração do conhecimento em muitos campos, incluindo geologia, tectônica, física, química e matemática, sendo que muitos avanços só puderam ocorrer após o progresso em outras áreas da ciência. Por exemplo, o estudo da radioatividade só começou em 1896, e sua aplicação à teoria da tectônica de placas e à datação radiométrica levou cerca de 50 anos para se desenvolver. Muitos outros avanços em dinâmica de fluidos, física experimental e química, técnicas de modelagem matemática, instrumentação e em outras ciências foram aplicados à vulcanologia desde 1841.

### Técnicas
Observações sísmicas são feitas usando sismógrafos implantados perto de áreas vulcânicas, observando o aumento da sismicidade durante eventos vulcânicos, em particular procurando por longos períodos de tremores harmônicos, que sinalizam o movimento magmático através de condutos vulcânicos.
O monitoramento de deformação da superfície inclui o uso de técnicas geodésicas, como nivelamento, inclinação, deformação, medições angulares e de distância, usando inclinômetros, estações totais e EDMs. Isso também inclui observações GNSS e InSAR. A deformação da superfície indica a ascensão do magma: um aumento na taxa de fornecimento de magma causa inchaços na superfície do centro vulcânico.
As emissões de gás podem ser monitoradas com equipamentos como espectrômetros portáteis de ultravioleta (COSPEC, agora substituído pelo miniDOAS), que analisam a presença de gases vulcânicos como o dióxido de enxofre; ou por espectroscopia infravermelha (FTIR). Aumento nas emissões de gás, e especialmente mudanças nas composições dos gases, podem indicar uma erupção vulcânica iminente.
Mudanças de temperatura são monitoradas usando termômetros e observando alterações nas propriedades térmicas de lagos vulcânicos e respiradouros, o que pode indicar atividade iminente.
Satélites são amplamente usados para monitorar vulcões, pois permitem cobrir uma grande área com facilidade. Eles podem medir a disseminação de uma pluma de cinzas, como a da erupção de Eyjafjallajökull em 2010, assim como as emissões de SO2. InSAR e imagens térmicas podem monitorar grandes áreas pouco povoadas, onde seria muito caro manter instrumentos no solo.
Outras técnicas geofísicas (observações elétricas, gravitacionais e magnéticas) incluem o monitoramento de flutuações e mudanças súbitas na resistividade, anomalias gravitacionais ou padrões de anomalias magnéticas que podem indicar falhamentos causados por vulcões e a ascensão do magma.
As análises estratigráficas incluem a análise de depósitos de tefra e lava e sua datação para identificar padrões de erupções vulcânicas, com ciclos estimados de atividade intensa e tamanho das erupções.
A análise composicional tem sido bem-sucedida em agrupar vulcões por tipo,:274 origem do magma,:274 incluindo a correspondência de vulcões a uma pluma do manto de um ponto quente específico, profundidades de fusão da pluma do manto, o histórico de crosta subduzida reciclada,: correspondência de depósitos de tefra entre si e com vulcões de origem, e o entendimento da formação e evolução de reservatórios de magma,: uma abordagem que agora foi validada por amostragem em tempo real.

### Previsão
Algumas das técnicas mencionadas, combinadas com modelagem, têm se mostrado úteis e eficazes na previsão de certas erupções,: como a evacuação da localidade ao redor do Monte Pinatubo em 1991, que pode ter salvado 20.000 vidas. Previsões de curto prazo tendem a usar dados sísmicos ou múltiplos dados de monitoramento, enquanto as previsões de longo prazo envolvem o estudo do histórico anterior de vulcanismo local.:1 No entanto, a previsão em vulcanologia não envolve apenas prever o início de uma erupção, pois também pode considerar o tamanho de uma futura erupção e a evolução de uma erupção já iniciada.: